# ファーザー・ディヴァイン
ファーザー・ディヴァイン（Father Divine、1876年 - 1965年9月10日）は、アメリカ合衆国の宗教指導者。別名リヴァレンド・メイジャー・ジェラス・ディヴァイン（Reverend Major Jealous Divine）。アフリカ系アメリカ人の説教師で、国際平和ミッション運動の設立者である。

## 生涯
ディヴァインの生い立ちはほとんど明らかでないが、FBIなどの調査によれば、本名はジョージ・ベイカー（George Baker）で、元奴隷の父ジョージ・ベイカー（・シニア）と母ナンシー・ベイカーとの間に、メリーランド州ロックビルの黒人ゲットー「モンキー・フラン」において生まれた。生家は貧しかったとされる。
1897年5月に母親が亡くなったのち、ディヴァインは失踪。その後の数年間の行動は不明だが、1900年頃にはメリーランド州ボルチモアで昼間は庭師、夜は副牧師として働いていた。1907年に説教師のサミュエル・モリスと出会い、ニューソートの影響を受け、自らを「神」と公言するようになる。彼らはコンビを組み、ディヴァインは「ザ・メッセンジャー（The Messenger）」、モリスは「ファーザー・ジェホビア（Father Jehovia）」と名乗り始め、独自の伝道活動をするようになった。のちに「聖ヨハネ・ザ・ヴァイン（Saint John the Vine）」ことジョン・A・ヒッカーソンも加わったが、3人は方向性の違いから1912年に解散した。
1913年、ディヴァインは、南部ジョージア州ヴァルドスタでの伝道活動の際、地元の牧師たちの通報によって逮捕され、チェーン・ギャングとしての服役を余儀なくされた。黒人女性を中心とした信者の抗議活動などにより釈放され、信者とともにニューヨークに移った。ニューヨークでは、家事使用人紹介所を運営するかたわら、ブルックリンで信者によるコミューンを形成した。この時、「ファーザー・ディヴァイン」と改名。ディヴァインは信者たちに結婚、飲酒、喫煙、ギャンブルを禁じ、真面目に礼儀正しく働くように指導した。信者の中には人種融合の教義に共鳴した白人もいた。
1919年には24人の信者とともに、ロングアイランドのセイヴィルにコミューンを移した。セイヴィルでは、毎週日曜日に無料の炊き出しを行い、大恐慌で苦しんでいた黒人たちが訪れるようになった。セイヴィルのコミューンは住宅地にあり、彼らは地域で最初の黒人住民であった。差別感情に基づく住民間の軋轢が高まり、1931年5月、ディヴァインは「治安紊乱（disturbing the peace）」を理由に逮捕された。一審では懲役1年および罰金刑の有罪判決が言い渡されたが、上訴。この間、コミューンで3000人規模の大集会を開くなどし、11月に再逮捕されている。ディヴァインの裁判は、彼自身の異端的なキャラクターや教義とともにセンセーショナルに報道された。黒人を中心とした大衆はディヴァインに同情的であり、人気の高まりにつながった。そのかたわら、各地に教会や布教所を設置し、信者は増えていった（この頃に「国際平和ミッション運動」の宗派名が定着した）。同年12月には、のちに拠点とする街、ハーレムのカジノ「ロック・ランド・パレス」で1万人規模の集会を開くにいたっている。ディヴァインは1932年5月に有罪が確定し、収監されたが、翌月には釈放が認められた。
1930年代～1940年代は「国際平和ミッション運動」の最盛期であり、全米各地だけでなく、海外の教会でも布教活動が行われた。最盛期の信者数は数万人程度と考えられている。「運動」は飲食店、雑貨店、ホテルなども経営し、特にホテルは、黒人向けに開放された初のリゾート事業として成功した。影響力を期待してニューヨーク市長など当時の政治家や、アメリカ共産党などの政党も「運動」に接近した。
元信者の告訴によって、寄付した財産の返還を裁判所に命じられたことをきっかけに、ディヴァインらは1942年に、ペンシルベニア州フィラデルフィアに拠点を移す。1946年、ディヴァインは最初の妻と死別し、白人の若い女性信者と再婚した。当時、異人種間の結婚は多くの州で違法だったため、ディヴァインの再婚は世間にショックを与え、また多くの信者が離れた。
1953年以降、ディヴァインはペンシルベニア州グラッドウィンの邸宅「ウッドモント」（かつてジョージ・ワシントン・ヴァンダービルト2世の自邸だった建物）で過ごすようになり、1965年9月10日に死去した。彼の未亡人がこの邸宅を拠点に「運動」の後継者となったが、信者数は減少しつづけている。